# Ftalato di isodecile
Lo ftalato di isodecile, normalmente abbreviato in DIDP dalle iniziali della terminologia inglese Diisodecyl phthalate,  è l'estere dell'acido ftalico e dell'alcol isodecilico.
A temperatura ambiente si presenta come un liquido incolore quasi inodore.

## Applicazioni
Come gli altri ftalati, viene impiegato come plastificante nella produzione di manufatti plastici, pellicole per imballaggio e vernici, allo scopo di conferire flessibilità al materiale. La lunga catena della componente isodecilica, lo rende meno efficace come flessibilizzante rispetto ai componenti di più basso molecolare, ma diminuisce anche la tendenza alla migrazione e all'evaporazione del prodotto. Questo aspetto è importante ad esempio nella realizzazione dei cruscotti delle auto perché la ridotta essudazione ed evaporazione produce meno vapori che vanno a depositarsi all'interno del parabrezza ed ostacolano la visibilità e la pulizia del vetro.

## Tossicità
Recentemente gli ftalati sono stati al centro dell'attenzione sia negli Stati Uniti che nell'Unione Europea per la loro potenziale tossicità e rischio di bioaccumulo. L'Unione Europea ha fissato un limite massimo di migrazione specifica per il contatto con alimenti di 9 mg/kg di alimento; tale valore è da intendersi calcolato sulla somma degli ftalati di isodecile e di isononile.
In California, il DIDP dal 2007 è incluso nella lista della "Proposition 65" come sostanza ritenuta tossica per la riproduzione.